# Политическая транзитология
Политическая транзитология (от лат. transitus — переход) — политологическая субдисциплина, исследующая проблемы, связанные с переходом тех или иных государств от авторитаризма к демократическим режимам.
Основополагающим для данного исследовательского направления является определение демократического транзита, под которым понимается трансформация недемократических форм правления (авторитаризм, тоталитаризм) в демократию, в узком смысле предполагающую выборный характер процедур назначения лиц на основные государственные посты.
Исследователи-транзитологи фокусируют своё внимание на причинах соответствующих трансформаций, сопутствующих им условиях, а также на формах и этапах переходных процессов.

## Становление политической транзитологии
Всплеск интереса исследователей-политологов к проблемам демократического транзита пришёлся на 1970—1990-е годы и был связан с падением авторитарных режимов в таких странах как Португалия, Испания и Греция, а в дальнейшем — с массовым переходом к строительству либеральной демократии в странах социалистического лагеря.

## Демократический транзит как период
В узком смысле под демократическим транзитом нередко понимают период времени, начинающий свой отсчёт с момента крушения прежнего (недемократического) политического режима и оканчивающийся стабилизацией государственного аппарата, возглавляемого политическими лидерами, осуществляющими демократические реформы.
При этом в периоде демократического транзита выделяются следующие этапы:
1. Кризис авторитарного режима и его либерализация;
2. Формирование или восстановление гражданского общества;
3. Проведение справедливых выборов с неизвестным заранее результатом.

За демократическим транзитом следует период демократической консолидации, то есть процесс приобщения общества к демократическим ценностям.

## Транзит и модернизация
Понятие демократический транзит не следует путать с понятием модернизация, которое подразумевает более широкое смысловое содержание.
Так, согласно ставшему популярным в российской политологии определению В. А. Ачкасова, под модернизацией понимается "совокупность процессов индустриализации, бюрократизации, секуляризации, урбанизации, становления систем всеобщего образования, представительной политической власти, общественной и социальной мобильности, которые ведут к формированию «современного открытого общества» в противоположность «закрытому традиционному».
В этой связи, демократический транзит представляет собой узкую составную часть более масштабных процессов модернизации общества.

## Теория волн демократизации
Наиболее известной концепцией в рамках политической транзитологии является теория волн демократизации американского политолога Сэмюэла Хантингтона, согласно которой распространение демократии в международном измерении происходит «волнами», предполагающими периоды масштабных демократизаций и следующие за ними менее масштабные этапы «отката».